# Patera de Garland
Garland Patera
Pour les articles homonymes, voir Garland.
La patera de Garland (désignation internationale : Garland Patera) est une patera située sur Vénus dans le quadrangle de Ganiki Planitia. Elle a été nommée en référence à Judy Garland, chanteuse et actrice américaine (1922–1969).